# Allison Cameron
Allison Cameron – fikcyjna postać, bohaterka dramatu medycznego stacji FOX Dr House, grana przez Jennifer Morrison.

## Historia
Bardzo niewiele wiadomo o jej wcześniejszym życiu. Urodziła się ona około 1979 roku w okolicach Chicago. Oboje jej rodzice żyją; ma również starszego brata. W wieku 17 lat została aresztowana, jednak nie wiadomo z jakiego powodu.
Nie wiadomo również, do jakiej szkoły medycznej uczęszczała, jednak wiadomo, że była wzorową studentką. W wieku dwudziestu jeden lat wyszła za mąż za człowieka umierającego na raka tarczycy. Pół roku później została wdową. Jest agnostyczką.

## Charakterystyka
Cameron jest jednym z członków zespołu House’a. Została zatrudniona przez House’a około rok po przyjęciu Chase’a, ale dużo wcześniej niż Foreman. Pracuje dla House'a aż do końca trzeciego sezonu, kiedy to zwalnia się. Jej specjalność to alergoimmunologia. Od sezonu czwartego pracuje jako lekarz na ostrym dyżurze. 
Często sprzecza się z House’em w kwestiach etycznych. Prawdopodobnie przez dłuższy czas była zakochana w swoim przełożonym. W piątym sezonie wychodzi za mąż za innego lekarza z dawnego zespołu House’a – Roberta Chase’a, by w szóstym sezonie rozstać się z nim i szpitalem Princeton-Plainsboro. Powodem jej odejścia jest nieetyczne zachowanie jej małżonka umożliwione przez dra House’a i następnie kryte przez dra Foremana: Chase doprowadził bowiem świadomie do śmierci dyktatora-ludobójcy o nazwisku Dibala (seria szósta, odcinek 3. „The Tyrant”). Potem pojawia się jeszcze w szóstym sezonie, by Chase podpisał papiery rozwodowe oraz w 8 sezonie, w ostatnim odcinku – jako halucynacja House'a, oraz na jego pogrzebie.